# 대한민국의 흡연

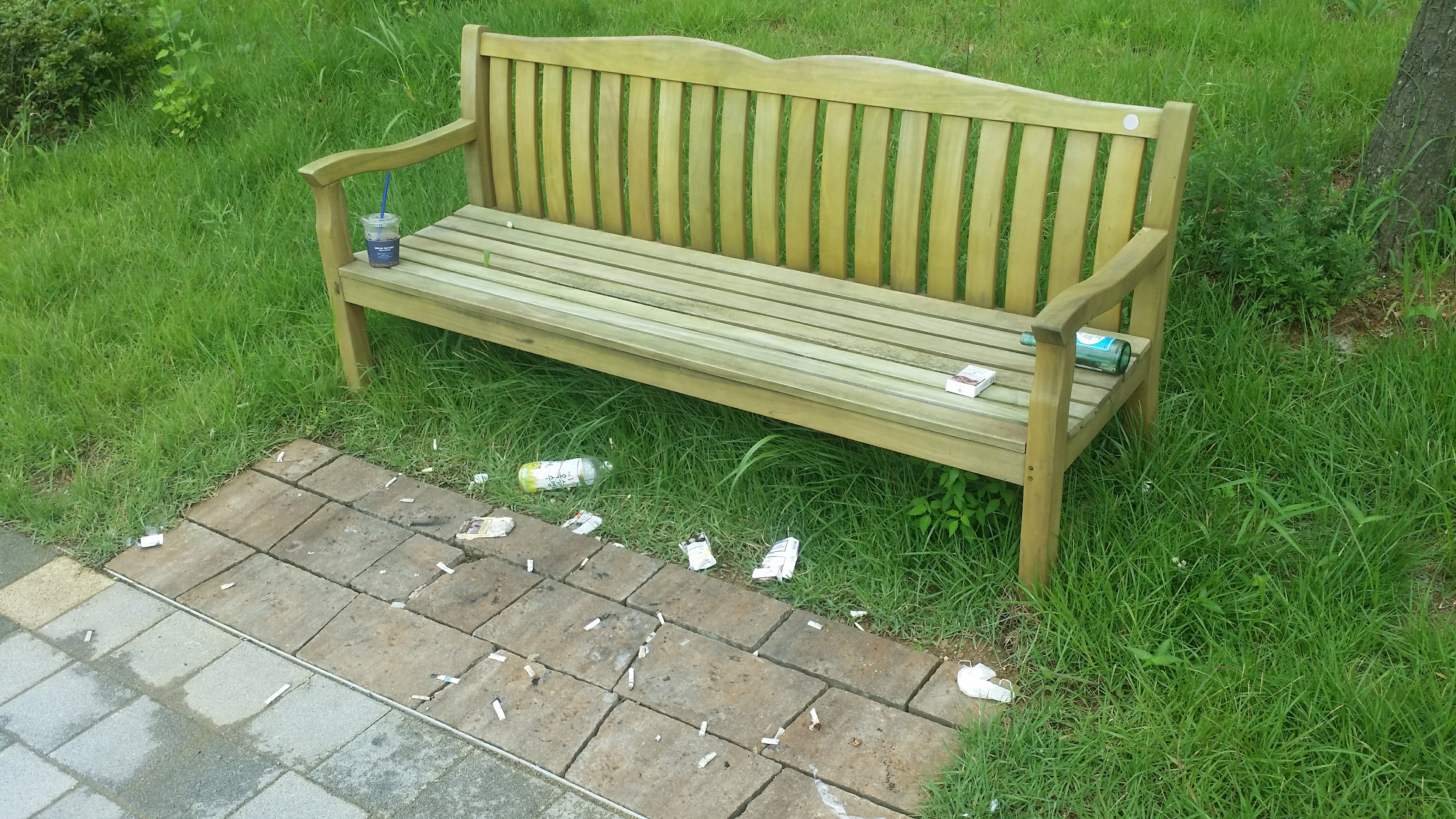
대한민국 안산의 한 벤치에 흡연자가 남긴 담배쓰레기와 각종 쓰레기

대한민국의 흡연률은 지난 수십년 동안 남성과 여성 모두에게서 전반적으로 감소했다. 그러나 특히 전자담배, 열연 담배 등 참신한 담배제품이 증가함에 따라, 담배의 유행이 여전히 높은 것으로 관측되고 있다. 성별, 소득, 교육, 직업 계층에 따른 흡연 유병률에는 사회 경제적 불평등이 있다. 지지자들은 모니터링과 담배 규제 정책을 결합하여 흡연율을 줄이고 흡연 불평등을 해소하기 위한 대책을 촉구하고 있다. 이 조치들에는 상당한 가격 인상, 담뱃갑에 대한 의무적인 경고 사진, 광고 금지, 재정적 인센티브, 금연 의료 지원, 공공 장소에서의 흡연 금지 등이 포함되어 있다.

## 역사

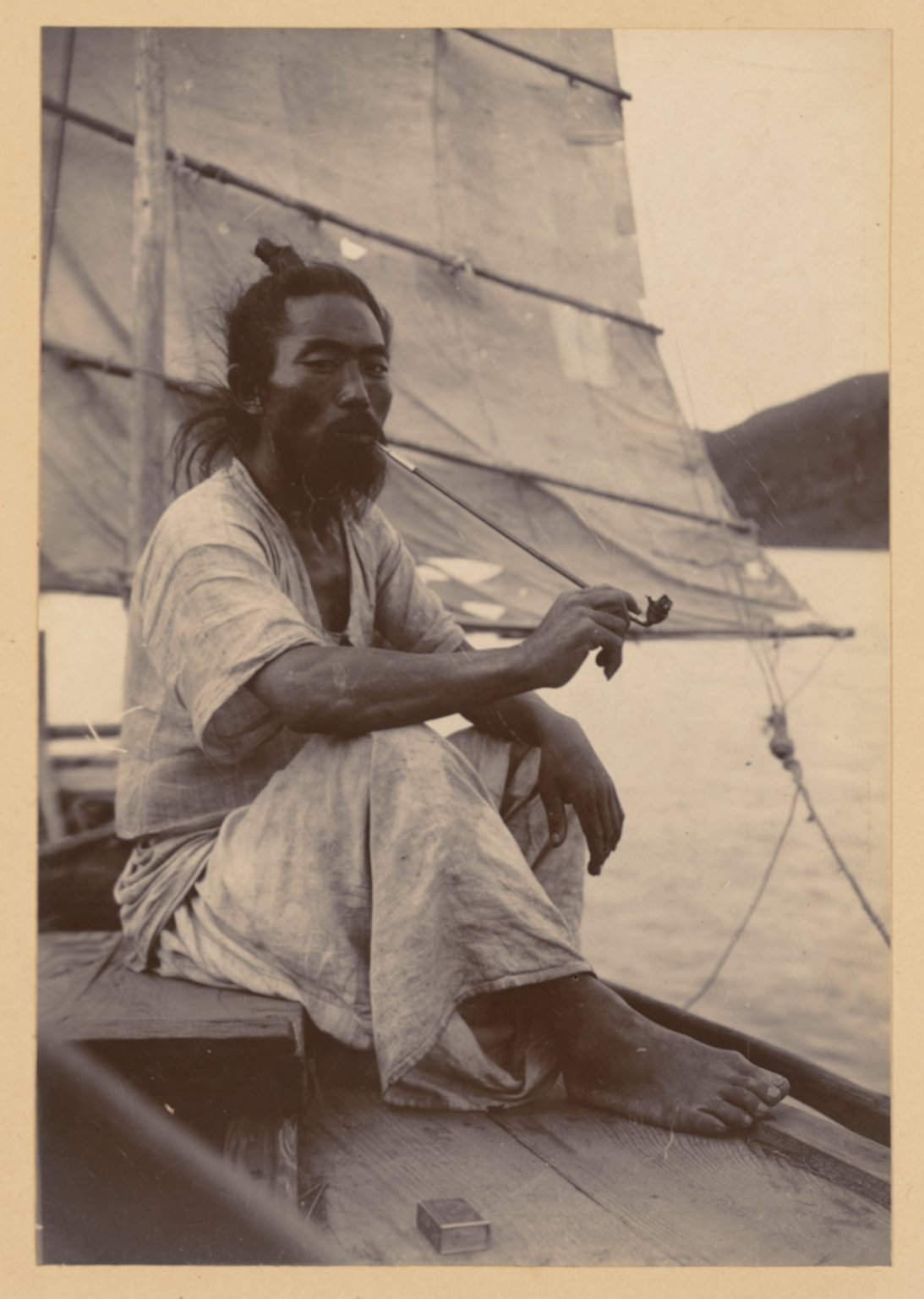
파이프 담배를 피우는 한국인 뱃사공, c. 1904년

흡연은 1600년대 초 일본에서의 담배의 도입을 통해 한국에 도착했고, 빠르게 남녀노소, 사회계층, 연령에 관계없이 국민들 사이에서 널리 보급되었고 대중적인 활동으로 자리잡았다. 이는 당시 한국의 맥락에서 찾아볼 수 있는 담배의 매력적 특성 때문이었다. 즉, 담배 재배에 유리한 기후와 토양은 수익성 있는 경제 분야를 만들어 냈고, 흡연은 건강증진, 사회 문화 활동으로 간주되어왔다.
비록 흡연이 모든 사람들 사이에서 흔했지만, 사용된 담배의 질은 계층 구조에 따라 달랐다. 젊은 여성과 중년 여성에 대한 낙인이 발생하기 시작한 1880년경까지 남성과 여성 모두 흡연을 했다.

## 흡연 유병률

### 담배

#### 어른
2017년 세계보건기구(WHO)의 세계 담배 전염병 보고서에 따르면 2015년 흡연 유병률은 남성 49.8%, 여성 4.2%로 추정되는데, 이는 일상 흡연자와 비일상 흡연자를 모두 포함했다. 일용 흡연자만 포함된 경제협력개발기구(OECD)의 또 다른 조사에서는 2015년 흡연율이 남성 31.1%, 여성 3.4%로 나타났다.
한국보건영양검사(KNHANES)는 우리나라 성인(19세 이상)의 흡연행태를 추적하고 있다. KNHANES는 3,840가구 중 1세 이상 인구 약 1만 명을 대상으로 설문조사를 통해 한국 인구를 대표하는 것을 목표로 하고 있다. 이 조사에서 성인 흡연자는 평생 최소 5갑의 담배를 매일 또는 종종 피우는 것으로 드러났다. 2016년 흡연 유병률은 남성 성인의 40.7%, 여성 성인의 6.4%로 나타났다.

#### 청소년
한국청소년위험행동 웹기반조사(KYRBWS)는 매년 12세에서 18세 사이의 개인으로 정의되는 한국 청소년들의 흡연행태를 추적하고 있다. 이 조사에서 청소년 흡연자는 지난 30일 동안 하루 이상 담배를 피운 사람으로 구분된다. 2015년 청소년 담배 유병률은 7.8%로 측정됐다. 2013년 흡연 유병률은 남성 청소년의 14.4%, 여성 청소년의 4.6%로 나타났다. 청소년층이 나누어서 구분해 볼 때 고등학생은 중학생(남성 7.9%, 여성 2.8%)에 비해 유병률(남성 20.7%, 여성 6.3%)이 높았다.

#### 전자담배
전자담배는 2007년 국내 시장에 도입됐다. 다른 나라에서는 청소년의 전자담배 사용이 급증한 반면 한국에서는 안정적인 저수준을 유지하고 있다. 2015년 KYRBWS에 따르면 청소년의 전자담배 유병률은 4%로 나타났다. 청소년이 전자담배 사용자의 3% 미만이다.

#### 다른 담배 제품들
회사 필립모리스인터내셔널(PMI)의 열연 담배 제품 아이코스(IQOS)가 2017년 5월 서울 시내 2개 매장에서 국내에 선보였다. 한 달 뒤인 6월 IQOS는 CU(편의점 체인)와 일렉트로마트(전자제품 매장 체인점) 등 다른 소매점에서 판매됐다.

## 문화적 환경

### 일반적인 태도
과거와 비교할 때 흡연은 실질적으로 덜 보편화되었다. 여전히 한국은 흡연율이 높지만, 흡연을 공공 장소에서 바람직하지 않거나, 사회적으로 받아들일 수 없는 활동으로 묘사하는 흡연통제전략이 존재한다. 연구에 따르면, 금연 정책은 공공 장소에서 흡연 금지에 대한 태도를 바꾸는데 도움이 된다. 특히 탈규범화 과정이라고 불리는 금연 정책은, 흡연자와 비흡연자의 태도를 흡연 허용에서 비정상적인 행동으로 간주하는 것으로 바꿀 수 있다.
의료적 또는 심리적 지원과 같은 치료의 도움을 받는 것을 문화적으로 꺼리는 현상이 존재한다. 한국 남성 흡연자의 87.8%는 금연 도구나 도움을 받기보다, 스스로 금연을 시도할 것이라고 답했다.
한국의 흡연 예절은 유교의 영향을 받는다. 예를 들어, 흡연자들은 일반적으로 사회적 윗사람들 앞에서 불을 붙이기 전에 자제하거나 허락을 구한다; 사회적 윗사람은 상사, 교수, 부모, 조부모 또는 선생님이 될 수 있다.

### 사회적 차이
2013 KNHANES에 따르면, 한국의 남녀 성인중 가장 높은 담배 유병률 보이는 사람들은 가구소득이 낮거나 교육수준이 낮은 성인에 속하는 것으로 나타났다. 또 다른 연구는 "저소득" 사분위수 집단이 남성과 여성 모두에게 가장 높은 흡연율을 보인다는 것을 보여주었다. 구체적으로 가구소득이 가장 높은 계층과 가장 낮은 계층의 흡연 유병률 차이는 남성이 11.8%, 여성이 5.4%로 나타났다. 반면 가장 낮은 비율은 대학 이상 학력자였던 것으로 나타났다. 남성의 경우 기술자와 정비사(51.6%), 서비스·판매직(51.4%), 단순노동자(49.3%)가 흡연을 가장 많이 했다. 여성의 경우 서비스·판매직(10.8%), 단순노무직(8.2%), 농림어업인(5.0%)이 흡연을 가장 많이 했다. '농촌' 지역은 남성 흡연율이 가장 높은 반면, '다른 도시 도시'는 여성 흡연율이 가장 높은 것으로 나타났다.
청소년 흡연율이 가장 높은 곳은 가구 경제수준이 낮거나 학력이 낮은 계층으로 나타났다. 더 나아가 직업계 고등학교에 다니는 학생(남성 31.6%, 여성 14.8%)이 일반계 고등학교에 다니는 학생(남성 18.2%, 여성 4.7%)에 비해 흡연율이 높았다.

### 성별적 차이
한국은 흡연율에서 성별에 상당한 차이가 있다. 남성 흡연율이 OECD 국가 중 가장 높은 반면 여성 흡연율은 가장 낮다. 다만, 조사기간 중 가족이나 이웃에게 흡연행위를 표시하지 않으려 했던, 자가보고 조사의 사회적 만족도 응답편향과 여성 흡연과 관련된 부정적 낙인 등으로 인해 여성흡연율이 과소평가되는 것으로 생각된다. 신고된 비율과 비교하면 요로코티닌 농도(UCC) 방식으로 측정된 실제 비율은 약 2배 높은 것으로 나타났다. 여성 흡연이 매우 부정적이고 사회적으로 비난받고 있기 때문이다. 여성 흡연 이면에 감추어진 오명은 기혼 여성들과 다른 여성들(예: 이혼, 미혼, 미망인 등)이 흡연여부를 감추기 위해 사회적 압력에 의해 제한되었다고 느끼는가에 대한 차이를 알아내는 것에 기여할 수도 있다. 미혼 여성은 흡연율이 더 높다. 여성들 사이에 증가하는 유병률을 막기 위해, 금연 정책들이 흡연을 숨기는 여성들에게까지 미칠 수 있도록 구체적으로 다루는 것이 중요하다.
흡연 시작 요인에 있어서도 청소년기의 성별 차이가 있다. 남성 청소년의 흡연 시작은 스트레스와 밀접한 관련이 있는 반면, 여성 청소년의 경우 가족 소득이 강한 요인이었다. 남녀 청소년 모두, 흡연을 시작하게 된 계기로는 친구에 대한 애착, 흡연 친구, 오명, 자제력이 공통적인 요소였다.

### 군복무(병역)
군대 내 높고 지속적인 흡연율이 남성 흡연 발생률을 높이는 데 기여하고, 금연 대책의 실효성을 부정한다는 보도가 나왔다. 왜냐하면 많은 남자들이 의무적인 2년제 군 복무를 하는 동안 담배를 피우기 시작하기 때문이다. 흡연은 사회활동으로 크게 틀이 잡히고, 담배는 자유롭게 유통된다.

## 담배 통제

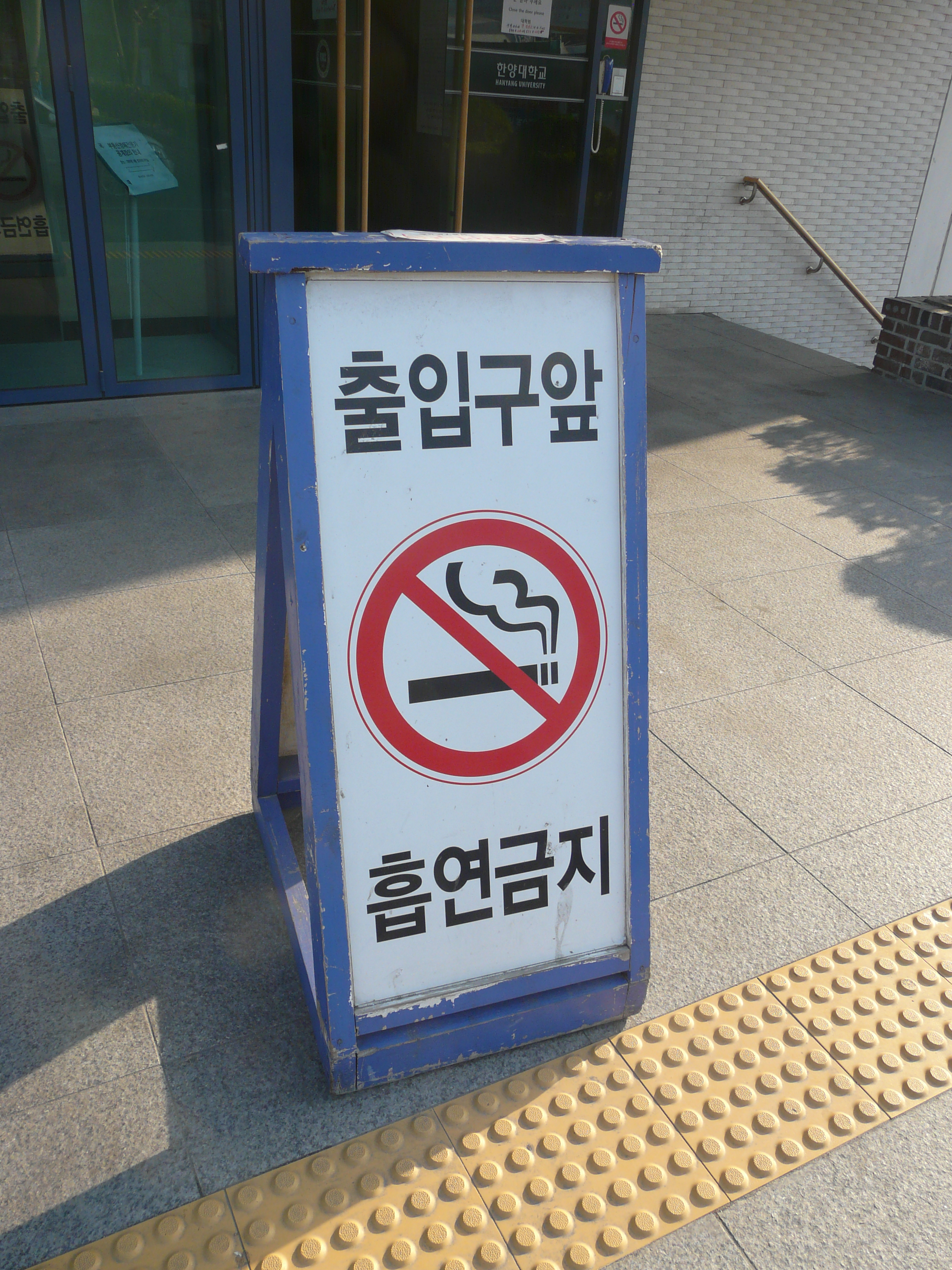
한국의 한 대학 앞에 놓여있는 흡연 금지표시

비록 역사적으로 한국의 담배 규제가 그렇게 엄격하지는 않았지만, 정부는 최근 담배 비용 증가, 담배 제품에 대한 과세 증가, 흡연 금지, 상점의 담배 광고에 대한 제한과 같은 규제를 제정했다. 예를 들어 2016년에는 모든 담배 포장에 대한 그래픽 건강 경고가 의무화되었다.
담배 규제 조치는 흡연율 감소에 효과가 있는 것으로 나타났다. 예를 들어 1980년 남녀 흡연율은 각각 79.3%, 12.6%로 나타났다. 이후 수십 년 동안 다양한 법, 정책, 캠페인이 흡연율을 크게 낮출 수 있었다(남성 45.0%, 여성 5.3%) 한국의 담배 규제 정책은 지난 몇 년 동안 개선되었지만, 여전히 확대될 수 있다. 예를 들어, 담배 비용은 여전히 더 늘어날 수 있고, 담배 광고는 더 많이 규제될 수 있으며, 직장 내 흡연 금지에는 더 작은 회사들이 포함될 수 있다. 한국에서 높은 흡연 유행을 해결하기 위한 도전은 낮은 담배 가격, 사회적 요인, 불충분한 금연 조치, 그리고 새로운 담배 제품의 증가 등이다.
흡연 유병률과 행동 추세를 생각할 때 한국의 사회문화적, 경제적 맥락은 고려되어야 한다. 상당한 경제 성장과 시장 자유화는 초국가적인 담배 회사들로 하여금 한국 시장에 그들의 제품을 광고하고 팔 수 있게 했고, 종종 여성이나 젊은이들과 같은 사람들을 목표로 삼았다.
담배 규제 정책은 효과와 지속가능성을 최적화하기 위해 포괄적일 필요가 있다. 한국의 흡연자들에게 금연을 시도하기 위해 필요한 가격 인상에 대해 문의한 연구결과가 나왔다. 전체적으로 중도 하차하는 가격은 5.31달러로 통상 현재 가격인 2.27달러의 2.3배가 넘는다. 담배를 끊기 위해 더 높은 가격으로 응답한 사람들은 또한 흡연으로 인한 부정적인 건강 영향에 대한 걱정을 덜고 하루에 더 많은 담배를 피우는 경향이 있었다. 나아가 비과세 담배규제 정책에 노출된 사람 중 금연가격과 흡연유병률이 그렇지 않은 사람에 비해 낮은 것으로 조사됐다. 따라서 이러한 결과는 세금 담배 규제 정책이 비과세 담배 규제 정책을 동반할 필요가 있음을 시사한다.

### 역사적 타임라인
| Year      | Event                                                                                     | Significance |
| --------- | ----------------------------------------------------------------------------------------- | --- |
| 1976      | 담배 독점법                                                                               | 건강상의 이유로 담배 사용을 제한해야 한다는 내용의 담배 경고 라벨 추가 |
| 1988      | 담배 사업법                                                                               | 강력한 담배 경고 라벨 추가 그러나, 전반적인 목적은 담배의 생산과 유통에 대한 조언을 통해 담배 산업의 발전을 보장하는 것이었음.                                                                                                 |
|           | 한국 담배산업이 세계 담배시장에 개방됨                                                    | |
| 1995      | 국민건강증진법                                                                            | 전반적인 목적은 시민들에게 건강에 대한 정확한 지식을 제공하여 건강한 삶을 살 수 있도록 하는 것. 실내흡연 제한 및 흡연 광고, 홍보, 후원 미성년자에 대한 담배 판매 금지 캠페인을 통해 흡연으로 인한 건강 악영향에 대한 정보 배포 |
| 2003      | 세계보건기구 담배규제기본협약 체결 (WHO FCTC)                                             | |
| 2004      | 대형 담배팩 세증가                                                                        | |
| 2005      | WHO FCTC의 승인                                                                           | 1995년 제정된 국민건강증진법에 금연지역 확대, 담배포장경고, 광고 제한 등 더 많은 정책 포함 |
|           | 전국 253개 보건소 금연 프로그램 구축                                                      | 니코틴 대체 치료 및 상담 서비스를 무료로 제공 |
| 2006      | 1995년의 국민건강증진법 개정                                                              | 흡연 유병률의 사회경제적 불평등 해소 강조 |
|           | 국가 퀵라인 서비스                                                                        | 평일 13시간, 주말 9시간, 등록 이용자를 대상으로 1년간 무료 상담 서비스 제공 최소 1회 이상 전화상담에 참여한 흡연자 1만7752명 중 3천368명(19%)이 지정된 금연일 이후 6개월 동안 담배를 피우지 않았다.                            |
| 2010-2011 | 지방자치단체, 옥외흡연 제한적으로 허용했다.일부 공공장소에서는 옥외 흡연을 전면 금지했다. | |
| 2015      | 국민건강보험공단은 전국 서비스에 금연상담과 약품수수료를 포함했다.                        | |

### 금연 정책들
2005년과 2010년 사이에 흡연 금지에 대한 지원이 증가했다. 사업장 실내에서 전면 금연을 찬성한 흡연자는 2005년 17.7%에서 2010년 34.4%로 2배가량 증가했다. 게다가, 전체 금연 식당이나 술집에 대한 지원은 두 배가 되었다. 공공장소뿐 아니라 개인 주택에서 흡연 금지를 시행한 흡연자의 비율도 크게 증가했다. 이러한 증가에도 불구하고, 여전히 한국 흡연자의 50%가 집에서 흡연을 한다고 보고했다.
간접흡연(SHS) 노출도 금연 정책을 요구하는 사안이다. 우리나라 남녀의 17.8%가 실내 작업장에서 SHS에 노출되는 반면 21.1%는 공공 실내에서 노출되는 것으로 조사됐다. T간접흡연과 관련된 위험은 한국 흡연자들 사이에서 잘 알려져 있다. 그들은 SHS의 폐해를 더 많이 알수록 직장에서의 전면적인 흡연 금지를 지지할 가능성이 높았다.
한국은 2013년 7월부터 공공장소에서 엄격한 흡연 금지를 시행했는데, 불법 흡연자는 10만원, 점주들은 이 법을 따르지 않는 경우 최대 500만원의 과태료가 부과되었다.. 모든 술집과 식당, 카페, PC방, 정부청사, 유치원, 학교, 대학, 병원, 청소년 시설, 도서관, 어린이 놀이터, 학원, 지하철 또는 기차역, 플랫폼과 지하 통로, 대형 건물, 극장, 백화점 또는 쇼핑몰, 대형 호텔 및 고속도로 휴게소에서 흡연을 하는 것은 불법이다. 엄격한 금지는 2012년 150제곱미터 이상에 대한 금지로 시작하여 2014년 100제곱미터까지 확대되었으며 2015년 1월 1일 본격적인 전국 금지로 시작되었다.
한국은 2015년 1월 1일부터 흡연실을 포함해 규모에 상관없이 모든 술집, 식당, 카페에서 흡연을 전면 금지했다. 불법 흡연자는 누구든지 법을 준수하지 않는 점주에게 10만원과 500만원 이하의 벌금을 내야 한다. 정부 핫라인(서울의 경우 120번)에 전화나 문자메시지를 보내면 누구나 신고할 수 있으며, 신고된 장소를 관할 당국이 압수수색할 예정이며, 이 중 흡연자 사진을 찍어 10만원의 과태료를 물게 된다. 위장 당국도 흡연자의 기분을 상하게 하기 위해 임의의 시간에 임의의 장소를 비밀리에 확인한다. 게다가 담배 가격은 평균 4,500원까지 두 배 가까이 올랐으며 담뱃갑에 '라이트', '마일드', '타르 적음', '순수'와 같은 오도된 주장을 광고하는 것은 불법이다.
2016년 12월부터 모든 담뱃갑에 썩은 치아와 검은 폐 등 경고사진이 의무화되었다.
청소년 10명 중 8명은 담뱃갑 경고 사진을 보고 담배를 피워서는 안 된다고 생각하는 것으로 나타났다. 질병관리본부에 따르면 담배 경고 사진을 알고 있는 청소년의 83.1%가 담배를 피우면 안 된다고 생각한다고 응답했다. 보건당국은 오는 12월 담뱃갑 경고 라벨을 교체하고 궐련형 전자담배팩에 '발암물질'을 상징하는 그림을 포함한다고 밝혔다.
매년 물가상승률에 따라 가격을 인상하는 법안을 통과시키기 위한 논의가 국회에서 진행 중이다. 정부는 2015년 편의점 내 담배 광고를 전면 금지하고 담배회사가 문화·스포츠 행사를 후원하는 것을 불법으로 규정하는 법을 통과시킬 예정이다.

#### 전국적
흡연은 다음 구역에서 불법이며 엄격히 금지된다 :
- 면적 1,000제곱미터 이상의 사무실, 다중이용 또는 공장 건물(이 중 사무실, 회의실, 강당 및 로비는 금연).
- 면적 1,000제곱미터 이상의 기관(교실, 대합실, 라운지 중에서는 금연).
- 쇼핑몰, 백화점, 지하상가(물건을 파는 가게는 금연).
- 호텔 및 리조트(로비는 금연 구역).
- 대학(강의실, 휴게실, 강당, 구내식당 및 회의장).
- 1000명 이상을 수용할 수 있는 농구장, 배구장 등 실내 체육시설(좌석과 통로는 금연).
- 사회복지시설(거실과 작업실, 휴게실, 구내식당 및 회의장)
- 공항, 버스 터미널 및 기차역(대기실, 국내선, 선실, 내부 열차, 지하철 및 승강장, 지하역 및 지하 통로)은 금연.
- 16명 이상 탑승할 수 있는 모든 차량.
- 공중 목욕탕(탈의실과 목욕실은 금연).
- 게임 아케이드, 만화책 대여점, 인터넷 카페.
- 규모에 상관없이 술집, 식당, 카페, 패스트푸드점과 빵집.
- 1,000명 이상을 수용할 수 있는 야구 또는 축구/축구 경기장(좌석과 통로는 금연)
- 유치원, 초등학교, 중학교.
- 병원과 보건소.
- 육아실.
- 택시.[30]

#### 서울
서울시는 전국적인 금지법 외에 다음 지역을 금연 구역으로 지정하고 있으며, 점박이 흡연자는 10만원의 과태료를 내야 한다:
- 2016년 4월부터 모든 지하철역 출구(출구 주변 10m).[32]
- 관악구, 서초구, 영등포구 지하철역 출구(출구 주변 10m).[33]
- 서울시 소유의 모든 공원(하천이나 하천 주변의 보도 포함).
- 모든 버스 정류장.
- 금연 아파트로 지정된 아파트.
- 모든 주유소.
- 광화문과 서울역 사이 도로.
- 청계천 광화문광장 초입 청계광장.
- 인사동 거리[34]
- 강남역과 신논현역 사이 도로 양쪽. 2015년 강남역~우성아파트 간 도로로 확장됨.[33]
- 잠실역 주변 롯데월드, 롯데월드타워, 송파구청, 갤러리아팰리스 아파트, 석촌호수 입구 등.[35]
- 명동 주변 남대문거리[34]
- 여의도역과 여의나루역 사이 도로 양방향.[36]
- 영등포역 광장 및 국회의사당 도로 양옆(2.1km)[36]
- 대치동 학원가 주변 도로 양옆..[37]
- 행복한 백화점 주변 목동 축제거리.[38]
- 한국외국어대학교와 경희대학교 입구 주변 거리.[39]
- 성북·정릉 하천, 하나로 거리, 미아초등학교 인근 아마존 거리.[40]

#### 다른 지역들
전국적인 금지법 외에, 몇몇 도시는 다음 지역을 금연 구역으로 지정한다
- 경기도내 아파트 복도, 계단, 엘리베이터, 주차장 등 주민 60% 이상이 금연에 동의한 경우[41]
- 인천 월미도 문화의 거리.[42]
- 모든 버스정류장, 학교주변지역, 호수공원, 안산시 화랑유원지.[43]
- 성남의 모든 버스 정류장, 학교 주변 지역, 도시공원.[44]
- 부산시민공원 전체.[45]
- 대구광역시 동성로[46]
- 대전 유성구 노은역과 유성문화공원.[47]
- 군포시 산본로데오거리.[48]

### 공공 캠페인
그동안 국내에서는 공개 캠페인이 활용됐지만 실효성을 평가하려면 추가 평가가 필요하다. 대중 캠페인에는 텔레비전과 라디오의 대중 매체 캠페인, 대중교통 광고, 온라인 교육, 보건소의 자조 전단 등이 포함되었다.가장 효과적인 캠페인의 형태는 많은 인구에 도달하고 담배 사용의 해악을 강조하는 부정적인 건강 메시지를 전달하는 것이다.

### 마케팅
한국에서는 통신 형태에 따라 담배 광고에 대한 규제가 다르다. 예를 들어, 텔레비전과 라디오의 담배 광고는 금지되지만, 그것들은 잡지와 소매점에서 허용된다. 담배 협찬은 여성과 어린이를 위한 행사에만 제한된다.

### 다른 개입들
국내에서도 모바일 기술이 널리 보급되면서 금연도구로 효과가 있는 것으로 나타났다. '퀴트버스'는 여성 등 사회적으로 소외된 흡연자를 대상으로 금연서비스를 제공한다.

### 금연 장려금
금연에 성공한 사람은 정부로부터 금전적 인센티브로 5만~15만원을 받게 된다. 1차 치료시 5,000원의 중후한 보조금으로 12주간의 의료지원 프로그램이 제공되며, 이후 3,000원으로 인하된다. 부프로피온, 바레니클라인, 니코틴 패치 등 금연 보조기구는 전국 모든 참여 의료원에서 무료로 나눠준다. 금연 상담이 필요한 사람은 누구나 핫라인으로 전화를 걸어 의사나 전문의와 상담할 수 있다.
서울 서초구 주민들이 금연에 성공하면 500만원의 상금을 받게 된다.

## 흡연의 영향

### 건강에 미치는 영향
흡연은 전세계적으로 예방 가능한 죽음과 장애의 주요 원인으로 여겨진다. 비록 담배가 건강에 미치는 영향에 대한 인식이 높아지고 있지만, 한국에서 널리 퍼져 있는 흡연 환경은 피할 수 없는 죽음에 대한 상당한 부담을 계속 지고 있다. 흡연에 의한 사망률은 2012년 58,1555명으로 성인 남성 4만9,704명(34.7%), 성인 여성 8451명(7.2%)으로 남녀 전체 암의 41.1%, 5.1%, 남녀 심혈관 질환의 33.4%와 5.4%가 흡연으로 인한 사망으로 나타났다. 나아가 주요 흡연 관련 질병(만성폐쇄성폐질환(COPD), 고혈압, 심혈관질환)의 유병률이 비흡연자에 비해 전·현직 흡연자의 유병률이 높은 것으로 나타났다. COPD는 다른 변수를 통제한 후 남녀 흡연자 모두에게 현재와 이전 흡연과 상당한 연관성을 보였다.
간접흡연을 포함한 부모의 흡연에 노출되면 호흡기 및 알레르기 증상의 유행이 실질적으로 증가한다는 연구결과가 나왔다. 연구 기간 동안 부모의 흡연량이 점차 줄어들면서 어린이들의 증상도 줄어들었다. 직접적인 관계는 성립할 수 없었지만, 간접흡연에 대한 아이들의 노출이 줄어든 것이 증상 감소에 기여했을 수 있다는 연구 결과가 나왔다.

### 경제에 미치는 영향
흡연은 한국에서 상당한 경제적 영향을 미친다. 한 연구는 두 가지 접근법을 사용하여 흡연의 연간 추정 경제적 영향을 찾는 것을 목표로 했다: 질병별 접근법과 모든 원인 접근법. 질병별 접근방식은 흡연으로 인한 4대 질환군(심혈관, 호흡기, 위장병, 암)의 직간접적인 치료비용을 조사했다. 그들은 다른 변수(예: 연령, 체질량 지수, 알코올 소비량)를 조정하여 의사 방문, 입원 및 사망에 의해 설명되는 흡연의 상대적 위험을 추정함으로써 이를 수행했다. 이 접근방식은 1998년 흡연으로 인한 총 경제적 비용이 2억26942만9675만 달러로 1997-1999년 평균 국내총생산(GDP)의 0.59-0.78%로 환산되었음을 보여주었다. 모든 원인 접근법은 질병 유형에 관계없이 모든 조건에서 흡연자와 비흡연자 사이의 직간접 비용 차이를 조사했다. 이 접근법은 1998년 흡연으로 인한 총 경제적 비용을 GDP의 0.82-1.19%로 환산하여 3억15475만 달러 - 458025만 달러로 추정했다.

## 같이 보기
- 조선민주주의 인민 공화국의 흡연
- 담배의 건강 영향
- 대한민국의 건강
- 담배소비 유병
- 여성과 흡연